# Feketecsőrű kúszóbanka
A feketecsőrű kúszóbanka (Phoeniculus somaliensis) a madarak (Aves) osztályának a szarvascsőrűmadár-alakúak (Bucerotiformes) rendjéhez, ezen belül a kúszóbankafélék (Phoeniculidae) családjához tartozó faj.

## Előfordulása
Dzsibuti, Eritrea, Etiópia, Szomália, Szudán, Kenya és Tanzánia területén honos.

## Alfajai
- Phoeniculus somaliensis abyssinicus (Neumann, 1903)
- Phoeniculus somaliensis neglectus (Neumann, 1905)
- Phoeniculus somaliensis somaliensis (Ogilvie-Grant, 1901)

## Külső hivatkozások
- Képek az interneten a fajról
- Internet Bird Collection - videók a fajról